# The Rounder Girls
Le The Rounder Girls sono state un gruppo musicale austriaco. Hanno rappresentato l'Austria all'Eurovision Song Contest 2000 svoltosi a Stoccolma cantando il brano All to You.

## Formazione
- Tini Kainrath
- Kim Cooper
- Lynne Kieran - deceduta nel 2013 all'età di 53 anni[1]